# Rietberg
Rietberg är en stad i Kreis Gütersloh i Regierungsbezirk Detmold i förbundslandet Nordrhein-Westfalen i Tyskland.